# Kalendarium historii Ukrainy

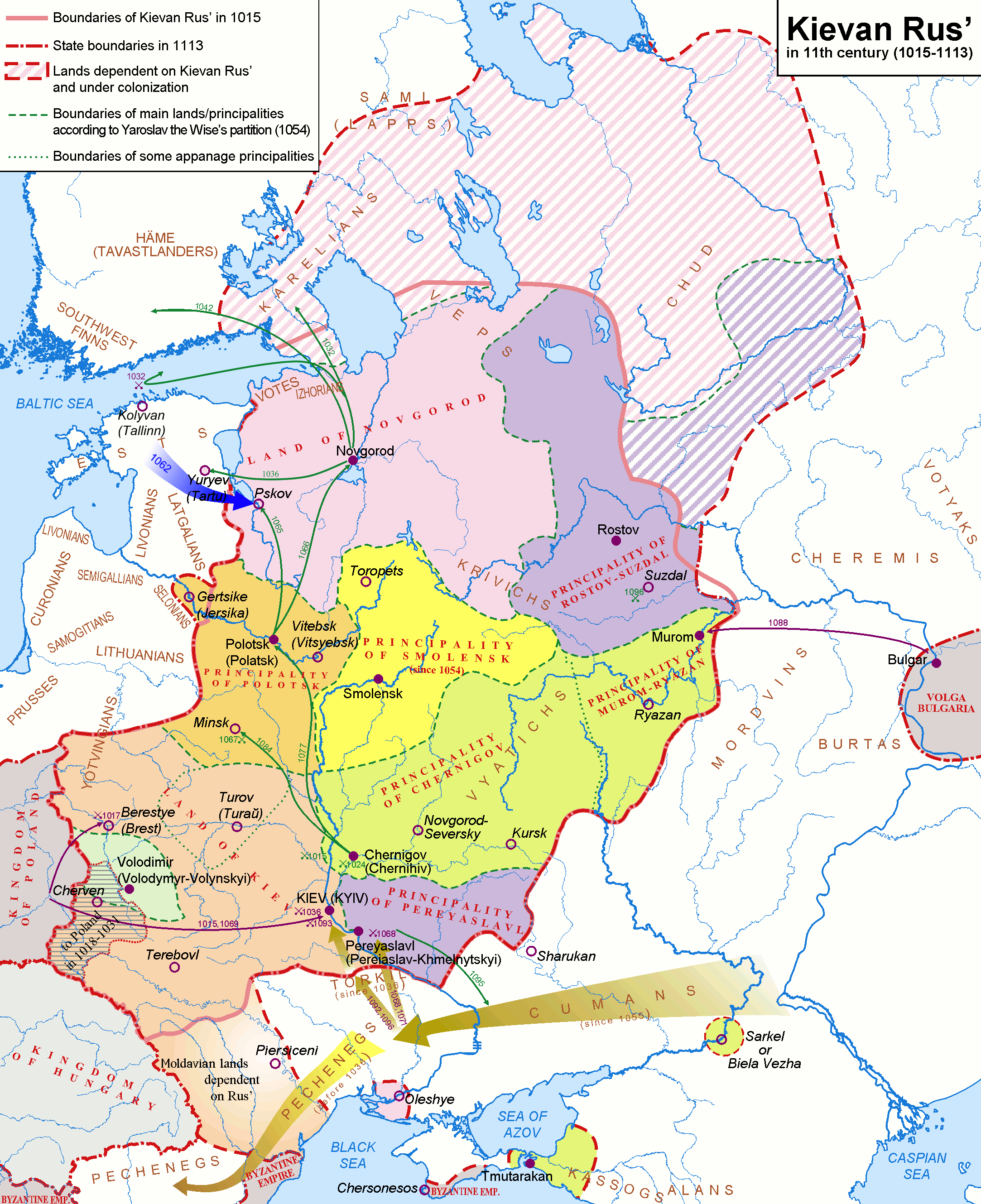
Mapa Rusi Kijowskiej

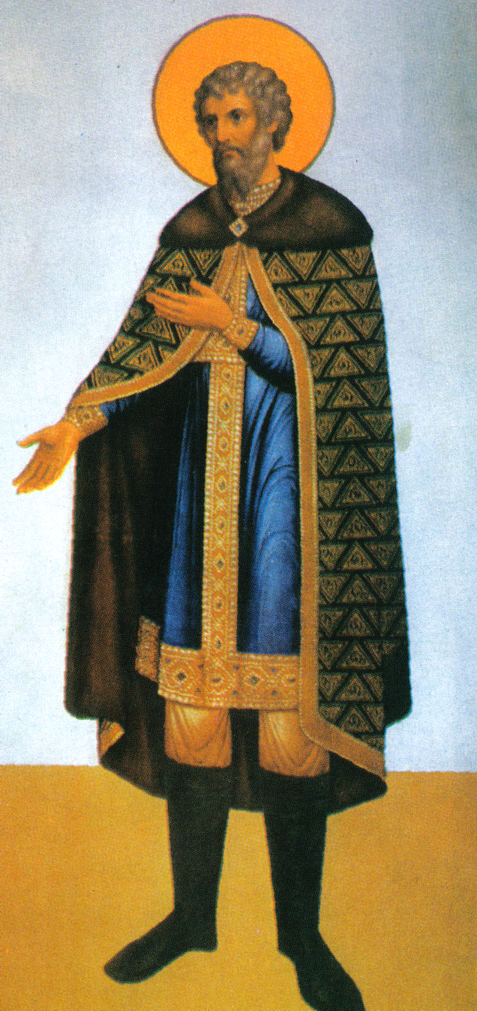
Jarosław Mądry

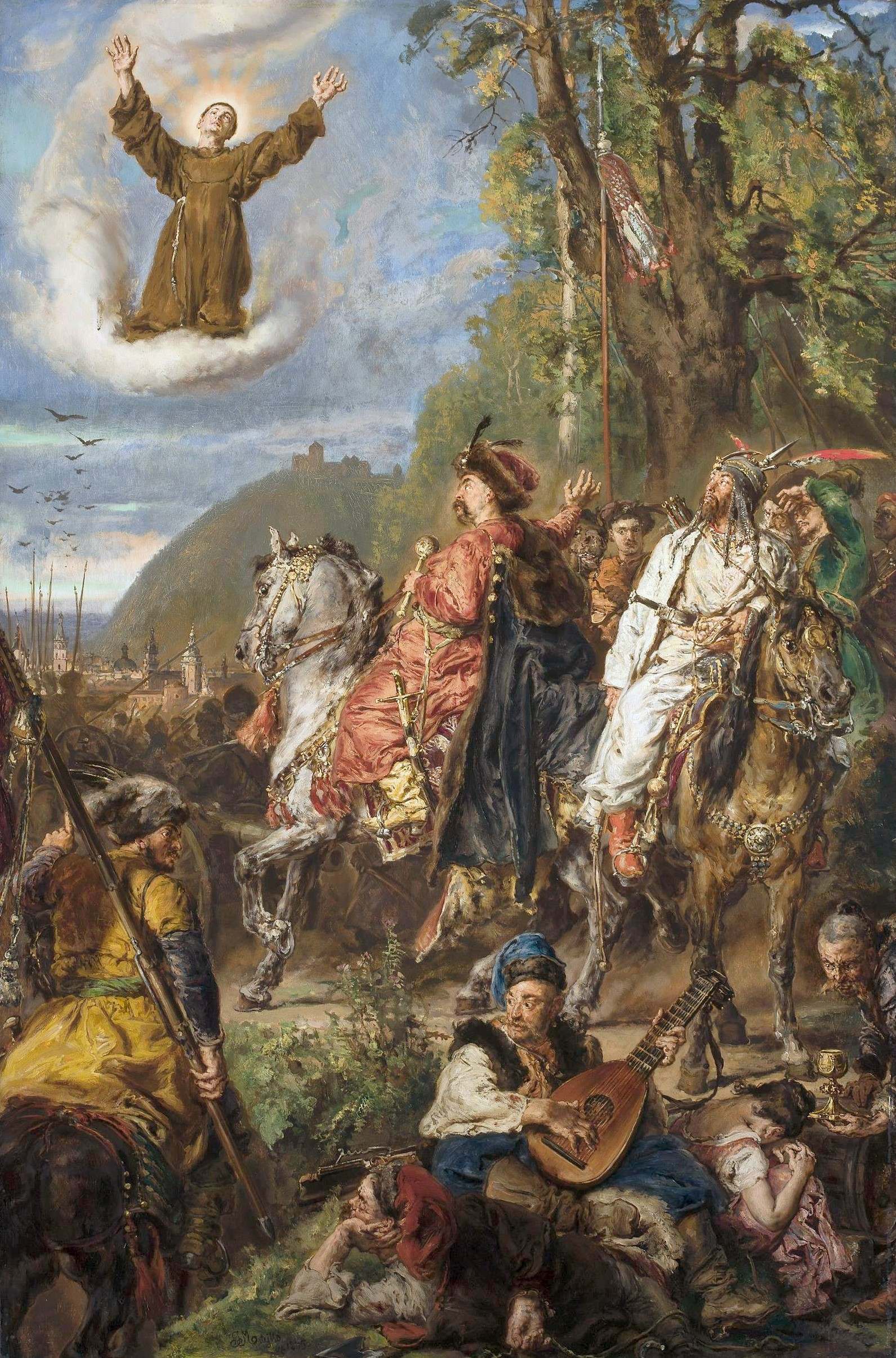
Powstanie Chmielnickiego: Bohdan Chmielnicki i Tuhaj-bej pod Lwowem (na obłoku św. Jan z Dukli), obraz Jana Matejki

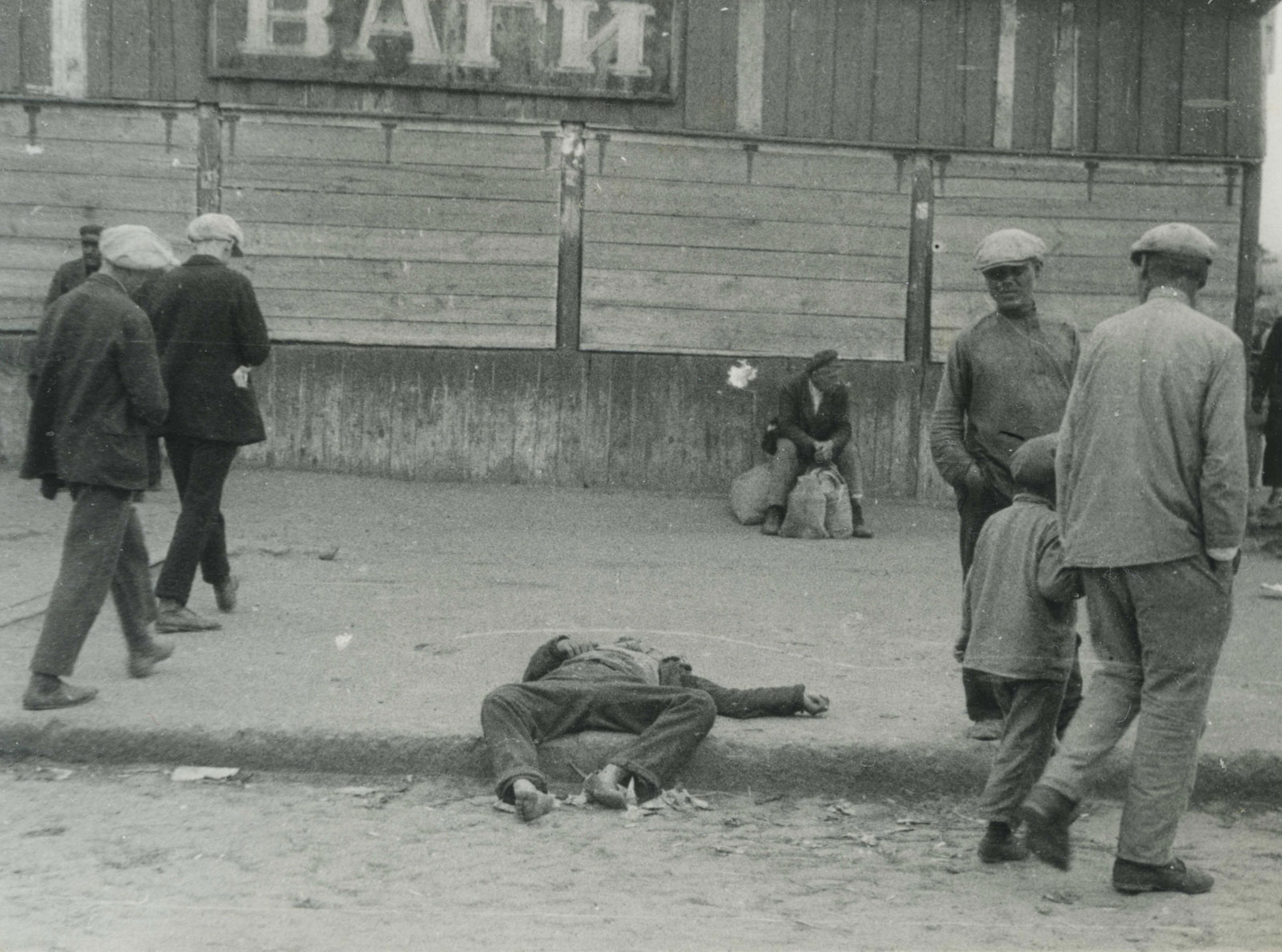
Ulica w Charkowie w 1932. Przechodnie mijają zmarłych z głodu ludzi

Flaga UPA

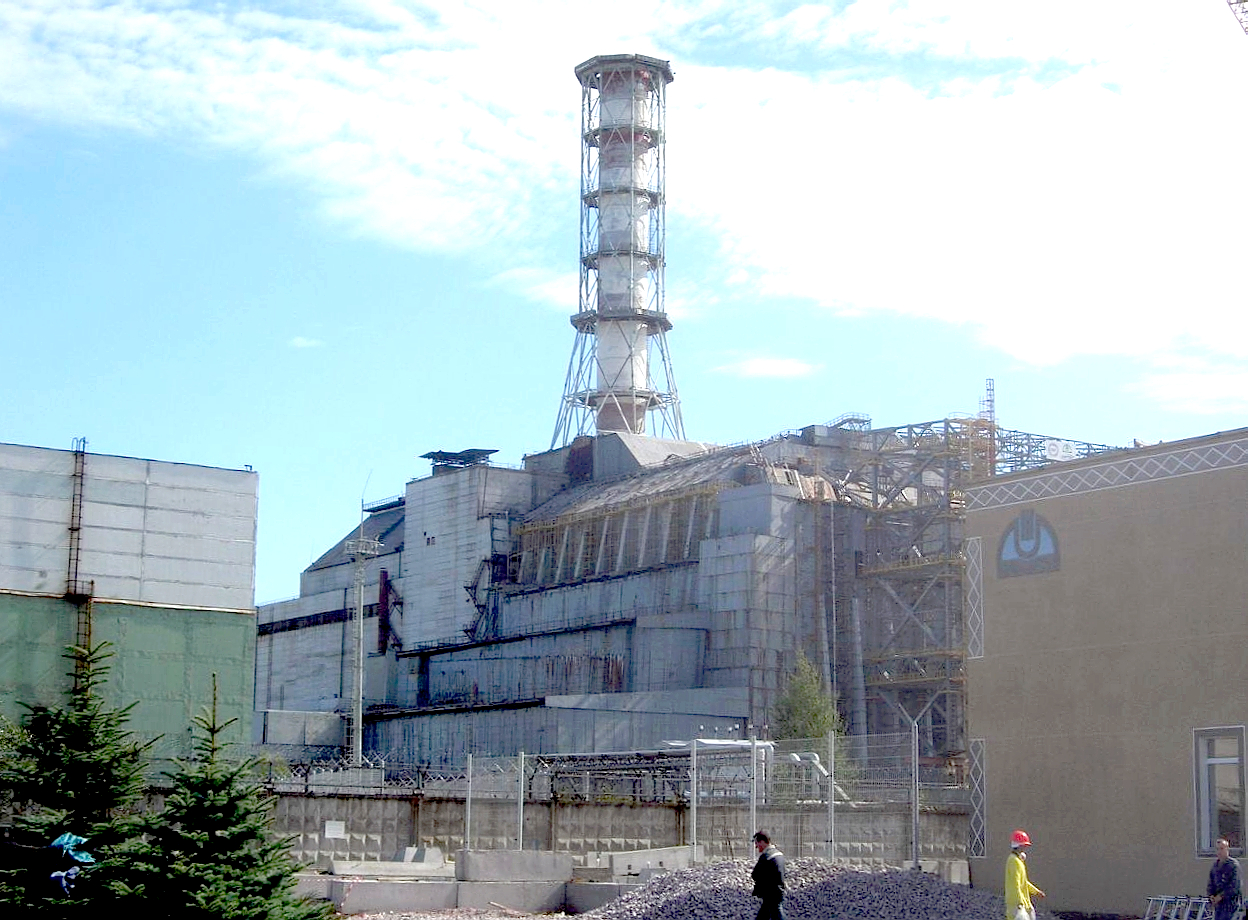
Blok czwarty elektrowni w Czarnobylu

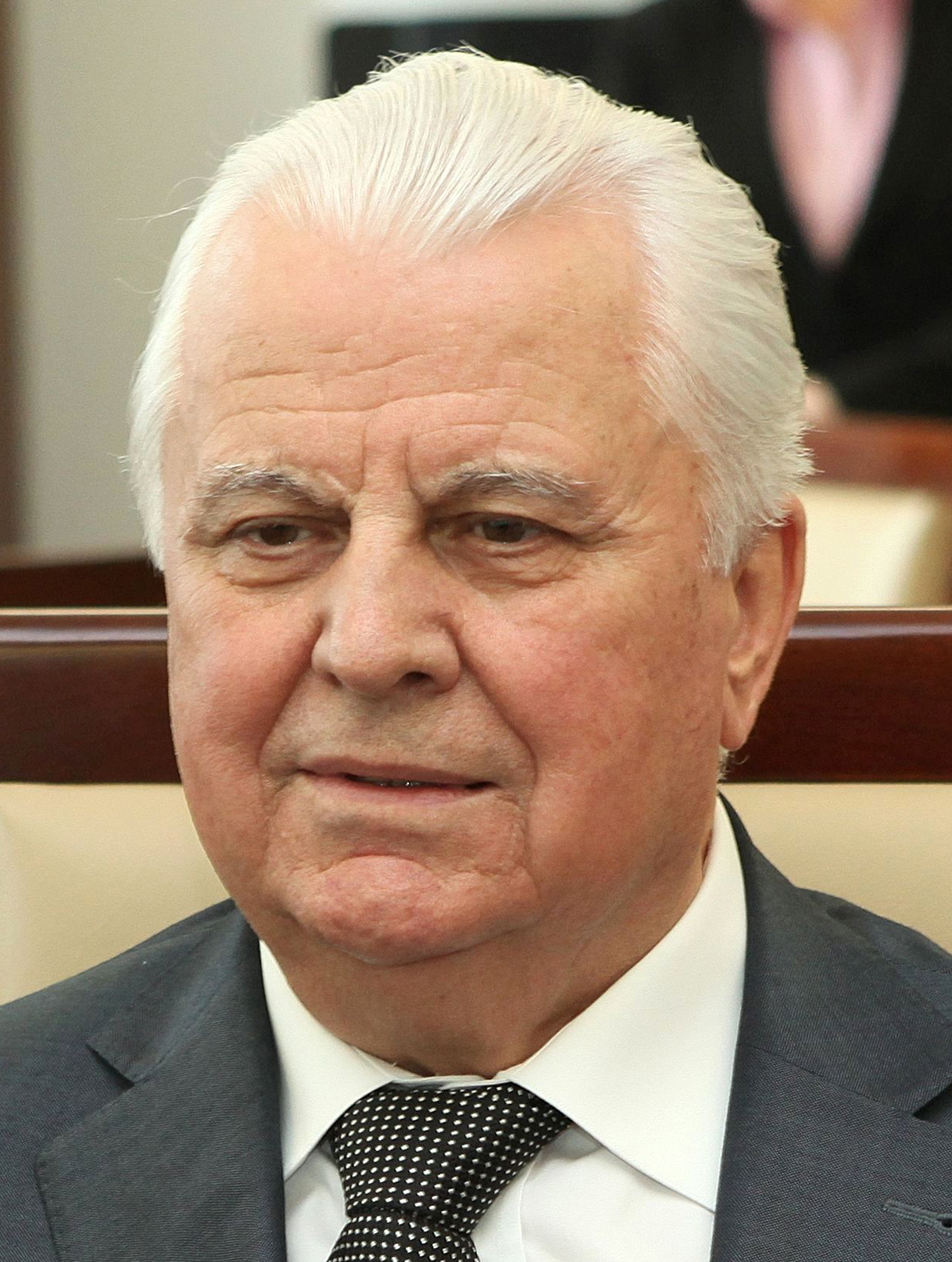
Łeonid Krawczuk

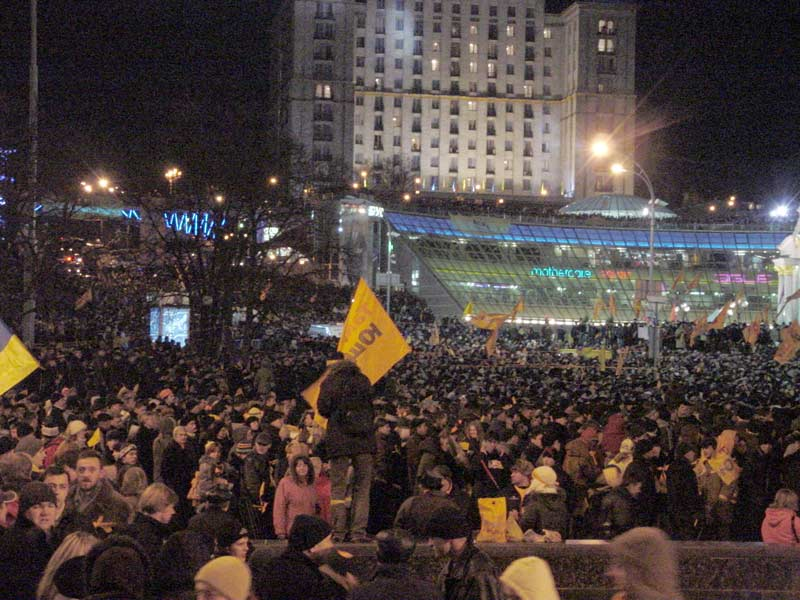
Manifestacja na Placu Niepodległości w Kijowie, 24 listopada 2004

Mapa rosyjskiej inwazji na Ukrainę

Kalendarium historii Ukrainy – uporządkowany chronologicznie, począwszy od czasów najdawniejszych aż do współczesności, wykaz dat i wydarzeń z historii Ukrainy.

## Średniowiecze
- IV–VI w. – tereny obecnej Ukrainy zamieszkali Antowie[1]
- wczesne średniowiecze – Ukrainę zasiedliły plemiona słowiańskie (Chorwaci, Drewlanie, Dulebowie, Polanie, Tywercy, Ulicze, Wołynianie)[1]
- X w. – na Ukrainie pojawiła się Ruś Kijowska, która zjednoczyła całą wschodnią Słowiańszczyznę[1]
- 988 – za pośrednictwem Bizancjum książę Włodzimierz Wielki przyjął chrzest[1]
- 1019–1054 – panowanie Jarosława Mądrego[1]
- 1113–1125 – panowanie Włodzimierza Monomacha[1]
- XII w. – w wyniku rozpadu Rusi Kijowskiej nastąpił powolny upadek Kijowa[1]
- XIII w. – na terenie obecnej Ukrainy powstało Księstwo Halickie pod rządami Romana Mścisławowicza[1]
- XIII w. – całą Ukrainę opanowała Złota Orda[2]
- XIV w. – Polska zajęła Ruś Czerwoną[2]
- XIV–XV w. – książęta moskiewscy zajęli Zalesie[1]
- XV–XVI w. – pojawienie się pierwszych Kozaków[1]

## Nowożytność
- 1591 – wybuch pierwszego powstania kozackiego[1]
- 1596 – w wyniku unii brzeskiej połączono Cerkiew prawosławną z Kościołem katolickim[1]
- 1648–1654 – powstanie Chmielnickiego[1]
- 16 września 1658 – zawarto umowę między Rzecząpospolitą Obojga Narodów a Hetmanatem[2]
- 1667 – w wyniku rozejmu andruszowskiego Ukrainę podzielono pomiędzy Rosję a Polskę wzdłuż Dniepru[2]
- 18 października 1672 – Turcy zajęli część Ukrainy w wyniku umowy w Buczaczu[2]
- 1688 – metropolię kijowską podporządkowano patriarsze moskiewskiemu[1]
- 26 stycznia 1699 – Polska odzyskała Podole w wyniku pokoju w Karłowicach[2]
- 1768 – ruskie chłopstwo pańszczyźniane, hajdamacy i Kozacy przybyli z podległej Imperium Rosyjskiemu Siczy Zaporoskiej rozpoczęli wystąpienie skierowane przeciw szlachcie polskiej, ludności żydowskiej, Kościołowi unickiemu i rzymskokatolickiemu i istniejącemu ładowi społecznemu[1]
- 1775 – zlikwidowano Sicz Zaporoską[1]
- 1783 – Kozaków przypisano do ziemi[1]
- 1783 – Rosja oficjalnie wcieliła Ukrainę do siebie[1]

## 1783–1922
- 1905 – po rewolucji w Rosji pojawiły się pierwsze ukraińskie partie polityczne[1]
- 1917 – po rewolucji lutowej zaczął się ruch na rzecz niepodległości[1]
- marzec 1917 – powstała Centralna Rada Ukrainy[2]
- 22 stycznia 1918 – proklamowano Ukraińską Republikę Ludową[1]
- 29 kwietnia 1918 – powstało marionetkowe Państwo Ukraińskie rządzone przez Niemców; władzę objął gen. Pawło Skoropadski[1]
- 14 grudnia 1918 – gen. Skoropadski zbiegł do Niemiec po przegranej przez Niemcy I wojnie światowej[1]
- 6 stycznia 1919 – proklamowano Ukraińską Socjalistyczną Republikę Radziecką (USRR) ze stolicą w Charkowie[1]
- kwiecień 1920 – Ukraińska Rada Narodowa zawarła sojusz z Polską i zobowiązała się do walki przeciw bolszewikom[1]
- 1921–1922 – klęska głodu[1]
- 1921 – w wyniku wprowadzenia Nowej Polityki Ekonomicznej poprawiono sytuację wsi na Ukrainie[1]
- grudzień 1922 – USRR wcielono do Związku Radzieckiego[1]

## Panowanie radzieckie
- 1928 – w wyniku decyzji Stalina rozpoczęto rozwój przemysłu zbrojeniowego[1]
- 1929 – rozpoczęto proces rusyfikacji Ukrainy[1]
- 1931–1932 – w wyniki klęski głodu zginęło kilka milionów osób[1]
- 17 września 1939 – w wyniku ataku Związku Radzieckiego na Polskę Zachodnia Ukraina znalazła się w granicach Rosji[1]
- sierpień 1940 – w wyniku wymuszenia zgody Rumunii do Ukrainy przyłączono północną Bukowinę i Besarabię[1]
- 14 października 1942 – uformowano Ukraińską Powstańczą Armię
- 9 lutego 1943 – wymordowanie przez oddział UPA Hryhorija Perehijniaka „Dowbeszki-Korobki” mieszkańców polskiej wsi Parośle (około 150 Polaków)[3]
- 22–23 kwietnia 1943 – UPA spaliła wieś Janowa Dolina[3]
- 11–12 lipca 1943 – rozpoczęła się pierwsza faza terroru ukraińskiego wobec Polaków na Wołyniu[3]
- lipiec–sierpień 1943 – największa fala mordów UPA na Polakach[3]
- 1944 – rozpoczęto deportację Tatarów z Krymu[1]
- 15 lutego 1951 – korekta graniczna z Polską[1]
- 1953 – w wyniku śmierci Stalina zahamowano proces rusyfikacji[1]
- 1954 – Ukraina otrzymała od Chruszczowa Krym z okazji 300-lecia „zjednoczenia Ukrainy z Rosją”[1]
- 1956 – likwidacja ostatnich struktur UPA[1]
- 1964 – w wyniku upadku Chruszczowa zdecydowano się na ponową rusyfikację Ukrainy[1]
- 26 kwietnia 1986 – katastrofa elektrowni jądrowej w Czarnobylu
- marzec 1988 – utworzono Ukraiński Związek Helsiński (UHS)[1]
- 1989 – powstał Ukraiński Ruch Narodowy na Rzecz Przebudowy[1]
- 1990 – Ukraiński Ruch Narodowy na Rzecz Przebudowy przekształcono w Ukraińską Partię Republikańską[1]
- lipiec 1990 – Rada Najwyższa Ukrainy uchwaliła ustawę o suwerenności w ramach ZSRR[1]
- 24 sierpnia 1991 – Ukraina proklamowała niepodległość[1]

## 1991–2014
- 2 grudnia 1991 – Polska jako pierwszy kraj na świecie uznała niepodległość Ukrainy[4]
- 5 grudnia 1991 – prezydentem Ukrainy został Łeonid Krawczuk
- 19 lipca 1994 – prezydentem Ukrainy został Łeonid Kuczma
- 28 czerwca 1996 – uchwalono konstytucję
- 1996 – do obiegu weszła hrywna[1]
- 14 listopada 1999 – w wyniku wyborów prezydenckich Kuczma pozostał na stanowisku prezydenta Ukrainy
- 22 grudnia 1999 – premierem Ukrainy został Wiktor Juszczenko
- 29 maja 2001 – odwołano rząd Juszczenki
- 31 października 2004 – odbyła się pierwsza tura wyborów prezydenckich; do drugiej tury przeszli Wiktor Juszczenko (zdobywając najwięcej głosów) i Wiktor Janukowycz
- 21 listopada 2004 – w drugiej turze wyborów prezydenckich wygrał Janukowycz. Wybory prezydenckie ze względu na liczne nadużycia unieważniono. Ze względu na rozwój wydarzeń wybuchła pomarańczowa rewolucja
- 26 grudnia 2004 – powtórzono drugą turę wyborów prezydenckich, które wygrał Juszczenko
- 24 stycznia 2005 – premierem Ukrainy została Julia Tymoszenko
- 8 września 2005 – w wyniku konfliktu pomiędzy Tymoszenko a Juszczenko premierem nowego rządu został Jurij Jechanurow
- 26 marca 2006 – wybory parlamentarne wygrała Partia Regionów
- 4 sierpnia 2006 – premierem Ukrainy został Wiktor Janukowycz
- 25 lutego 2010 – prezydentem Ukrainy został Wiktor Janukowycz
- 11 marca 2010 – premierem został Mykoła Azarow
- 21 listopada 2013 – wybuch protestów na Ukrainie po niepodpisaniu umowy stowarzyszeniowej oraz umowy o pogłębieniu i wszechstronności wolnego handlu z Unią Europejską przez Janukowycza

## Czasy najnowsze
- 22 lutego 2014 – Wiktor Janukowycz uciekł z Ukrainy[5]
- 23 lutego 2014 – Ołeksandr Turczynow objął tymczasowo urząd prezydenta Ukrainy
- 23 lutego 2014 – początek kryzysu krymskiego[1]
- 6 kwietnia 2014 – wybuch wojny w Donbasie
- 7 czerwca 2014 – prezydentem Ukrainy został Petro Poroszenko
- 17 lipca 2014 – katastrofa lotu Malaysia Airlines 17[6]
- 20 maja 2019 – prezydentem Ukrainy został Wołodymyr Zełeński[7]
- 24 lutego 2022 – początek pełnoskalowej inwazji Rosji na Ukrainę[8], Wołodymyr Zełeński ogłasza wprowadzenie stanu wojennego i powszechnej mobilizacji[9]
- 8 kwietnia 2022 – wycofanie się Rosjan z północno-wschodniej Ukrainy kończy ich ofensywę na Kijów ukraińskim zwycięstwem[10]
- 20 maja 2022 – kapitulacja obrońców zakładów "Azowstal", oznaczająca koniec oblężenia Mariupola i przejście całości miasta pod rosyjską kontrolę[11]
- 6 września 2022 – 2 października 2022 – ukraińska kontrofensywa w obwodzie charkowskim
- 30 września 2022 – rosyjska aneksja obwodów chersońskiego, donieckiego, ługańskiego i zaporoskiego
- 11 listopada 2022 – wyzwolenie Chersonia przez Ukraińców[12]
- 22 maja 2023 – początek pierwszego ukraińskiego rajdu na obwód bielgorodzki na terenie Rosji[13]
- 2024 – 2025 – operacja kurska